# Тополов, Виктор Семёнович
Виктор Семёнович Тополов (укр. Віктор Семенович Тополов; род. 21 декабря 1945, Агаповка, Челябинская область, РСФСР, СССР) — Министр угольной промышленности Украины (2005—2006).

## Образование
В 1973 году окончил Коммунарский горно-металлургический институт, «Экономика и организация горной промышленности». Горный инженер-экономист.

## Трудовая деятельность
- 1959—1963 — ученик Кадиевского горного техникума.
- 1963—1964 — электрослесарь, горной мастер шахты № 6-6 бис треста «Кадиевуголь».
- 1964—1967 — служба в армии.
- С 1967 — мастер производственного обучения ПТУ № 66 города Кадиевки.
- 1968—1970 — инженер, затем старший инженер Кадиевской нормативно-исследовательской станции комбината «Луганскшахтострой».
- 1970—1972 — участковый подземный нормировщик Лисичанского шахтоуправления № 6 треста «Кадиевшахтобуд».
- 1972—1973 — старший инженер Кадиевского филиала Коммунарского горно-металлургического института.
- 1973—1987 — старший инженер, заведующий лабораторией, старший научный сотрудник территориального научно-исследовательского отдела передовых методов организации и экономики труда Центрального НИИ экономики и научно-технической информации угольной промышленности.
- 1987—1988 — помощник генерального директора, заместитель технического директора Ворошиловградского ДВО угольной промышленности.
- 1988—1989 — начальник отдела Ворошиловградского территориального управления угольной промышленности.
- 1990—1993 — член правления, главный инженер — начальник отдела, председатель правления КБ «Вугилляпрогресбанк», город Луганск.
- 1993—1998 — председатель правления, председатель совета, главный консультант АКБ «Надра», город Киев.
- 1998 — президент ООО «Фирма «Киев-Донбасс», город Киев.
- 1998—2000 — руководитель, советник президента государственного предприятия Министерства обороны Украины «Футбольный клуб «ЦСКА-Киев».
- 2000 — президент АО «Индустриально-экспортный банк» («Индекс-банк»), Киев.
- 2000—2001 — руководитель временной администрации Акционерного агропромышленного банка «Украина».
- 2001—2002 — президент АО «Индустриально-экспортный банк».
- 2005 — первый заместитель Министра топлива и энергетики Украины.

## Политика
Народный депутат Украины IV созыва с 2002 по 2005 год, избирательный округ № 115, Луганская область. Член Комитета по вопросам финансов и банковской деятельности.
Народный депутат Украины V созыва с 2006 по 2007 год от Блока «Наша Украина», № 77 в списке. Член Комитета по вопросам топливно-энергетического комплекса, ядерной политики и ядерной безопасности.
Народный депутат Украины VI созыва с 2007 по 2012 год от Блока «Наша Украина — Народная самооборона», № 56 в списке. Член Комитета по вопросам топливно-энергетического комплекса, ядерной политики и ядерной безопасности.
Член Комитета национального спасения (2004—2005). Член президиума Совета партии «Наша Украина» (2005), Совета партии «Наша Украина» (2005—2008); член Коллегии лидеров Единого центра; член Президиума Единого центра (с 2008), первый заместитель председателя (с 2008); член Коллегии лидеров Единого центра.

## Награды
- Заслуженный экономист Украины (2005)[1].
- Орден «За заслуги» III степени (2007)[2].